# Ивар Рот
Ивар Рот (на шведски: Ivar Rooth) е шведски финансист.
Той е роден на 2 ноември 1888 г. в Стокхолм. През 1911 г. завършва право в Упсалския университет.
След като работи в различни шведски банки, през 1929 г. става управител на Шведската държавна банка и остава на този пост до 1948 г. От 1951 до 1956 г. е управляващ директор на Международния валутен фонд.
Ивар Рот умира на 27 февруари 1972 г. в Лидингьо.